# Orectogyrus hawashensis
Orectogyrus hawashensis is een keversoort uit de familie van schrijvertjes (Gyrinidae). De wetenschappelijke naam van de soort is voor het eerst geldig gepubliceerd in 1930 door Omer-Cooper.